# Jaera batesi
Jaera batesi är en fjärilsart som beskrevs av Rebillard 1958. Jaera batesi ingår i släktet Jaera och familjen juvelvingar. Inga underarter finns listade i Catalogue of Life.